# Thomas Newcomen
Thomas Newcomen (Dartmouth, 1663 – Londra, 5 agosto 1729) è stato un inventore e fabbro inglese.

## Biografia

Animazione che mostra il funzionamento della macchina di Newcomen

Lo si ricorda spesso come il padre della rivoluzione industriale, soprattutto per il suo progetto del motore a vapore omonimo.
Newcomen vi lavorò insieme al suo socio, Thomas Savery, nel 1712. Venne quindi usato per la prima volta in quello stesso anno in una miniera di carbone nei pressi di Dudley, nelle West Midlands: una copia può essere visitata tuttora nel Black Country Living Museum poco lontano.
Nonostante il primo utilizzo fosse stato sotterraneo, in un'area mineraria, per il trasporto, il motore di Newcomen avrebbe in seguito trovato un più specifico uso nel pompare acqua dalle miniere stesse (eduzione), fossero quelle di carbone oppure quelle di stagno in Cornovaglia.
Al momento della sua morte, Newcomen era riuscito a produrre e installare più di un centinaio dei suoi motori, non solo nelle regioni già citate, ma anche in Cumbria e nel Galles del nord. Ne consegue che James Watt e Richard Trevithick, oltre al più conosciuto George Stephenson, vennero ispirati dallo studio e dallo "smontaggio" dei motori a vapore di Newcomen stesso e trassero da lui l'ispirazione verso lo sviluppo di questa tecnologia in quel momento futuristico.
Uno dei progetti di Newcomen, l'Elsecar, fu l'ultimo ad essere usato commercialmente e l'unico che può essere al giorno d'oggi visibile nel suo sito originario, nei pressi di Barnsley, nello Yorkshire.